# Le Masque de fer (film, 1929)
Pour les articles homonymes, voir L'Homme au masque de fer.
Pour plus de détails, voir Fiche technique et Distribution.

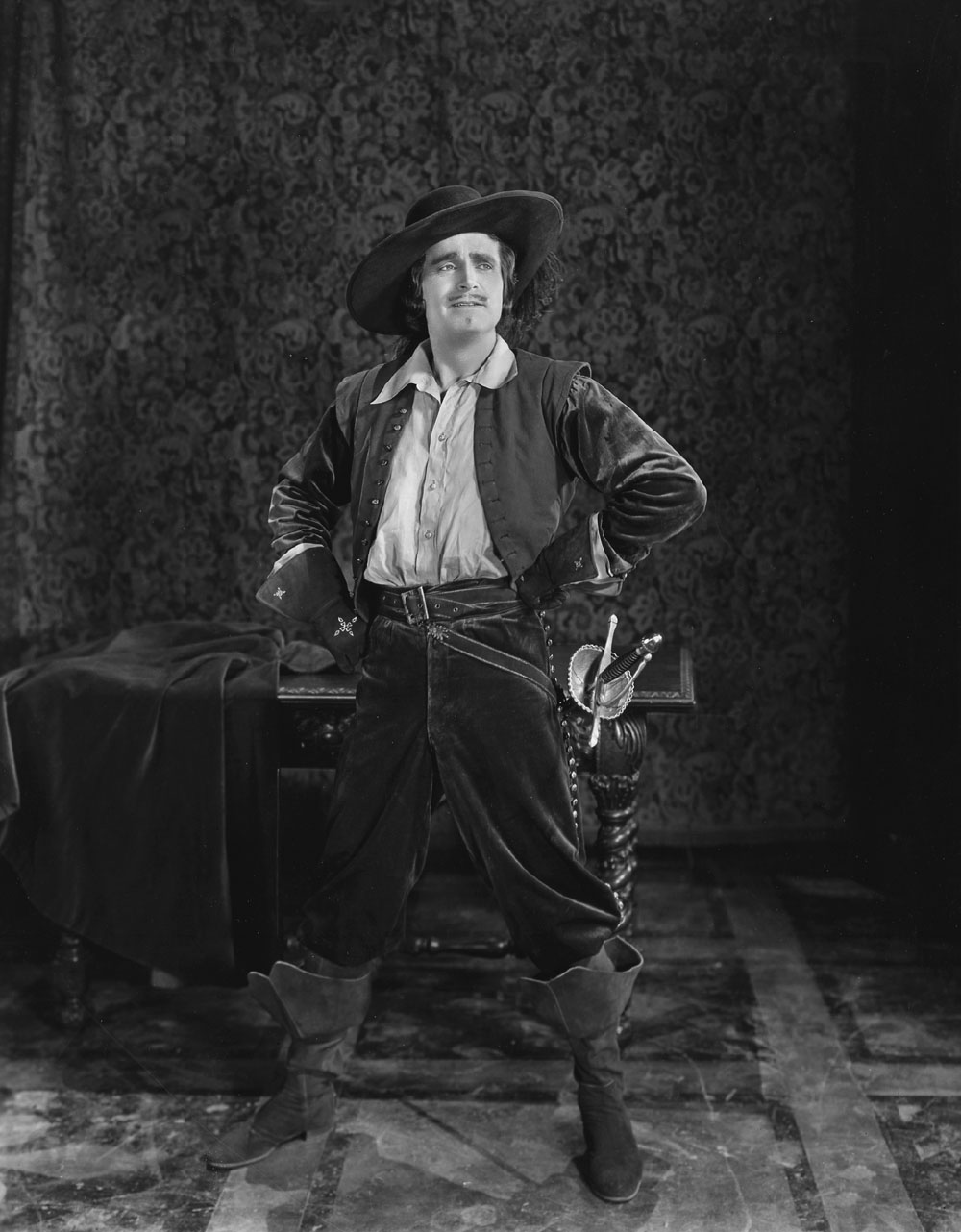
Douglas Fairbanks (photo promotionnelle)

Le Masque de fer (The Iron Mask) est un film muet — avec effets sonores — américain, réalisé par Allan Dwan, sorti en 1929.

## Fiche technique
- Titre : Le Masque de fer
- Titre original : The Iron Mask
- Réalisateur : Allan Dwan
- Assistant-réalisateur : Bruce Humberstone
- Scénario : Elton Thomas, Lotta Woods et Jack Cunningham (non crédité), d'après les romans Les Trois Mousquetaires, Vingt ans après et Le Vicomte de Bragelonne d'Alexandre Dumas
- Musique : Hugo Riesenfeld
- Photographie : Warren Lynch et Henry Sharp
- Directeur artistique : William Cameron Menzies
- Décors : Maurice Leloir
- Costumes : Paul Burns
- Producteur : Douglas Fairbanks, pour Elton Corporation
- Distributeur : United Artists
- Genre : Film de cape et d'épée / Film d'aventure
- Film muet (avec musique et effets sonores, ainsi que deux séquences parlantes de Douglas Fairbanks), en noir et blanc
- Durée : 95 minutes
- Date de sortie : 
  - États-Unis : 21 février 1929

## Distribution
(dans l'ordre et l'orthographe du générique de début)
- Douglas Fairbanks : D'Artagnan
- Belle Bennett : Anne d'Autriche, la reine-mère
- Marguerite De La Motte : Constance Bonacieux
- Dorothy Revier : Milady de Winter
- Vera Lewis : Madame Péronne
- Rolfe Sedan : Louis XIII
- William Bakewell : Louis XIV
- Gordon Thorpe : Le Jeune Prince, son frère jumeau
- Nigel De Brulier : Le Cardinal Richelieu
- Ullrich Haupt Sr. :  Le Comte de Rochefort
- Lon Poff : Le Père Joseph, confesseur de la reine
- Charles Stevens : Planchet
- Henry Otto : Le Valet du roi
- Leon Barry : Athos
- Stanley J. Sandford : Porthos
- Gino Corrado : Aramis

Et, parmi les acteurs non crédités :
- Robert Parrish : Un page
- Florence Turner

## Galerie photos

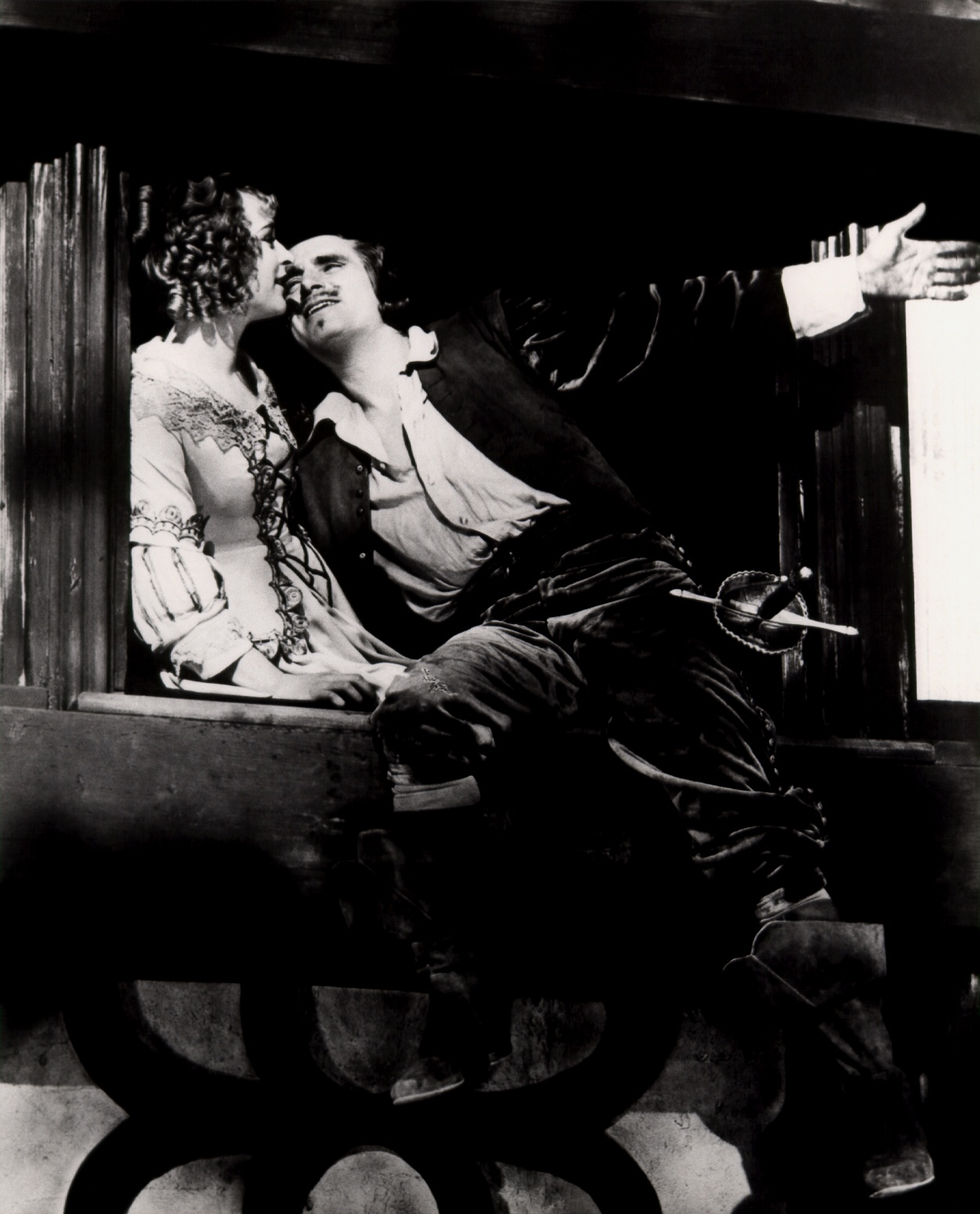
Marguerite De La Motte et Douglas Fairbanks
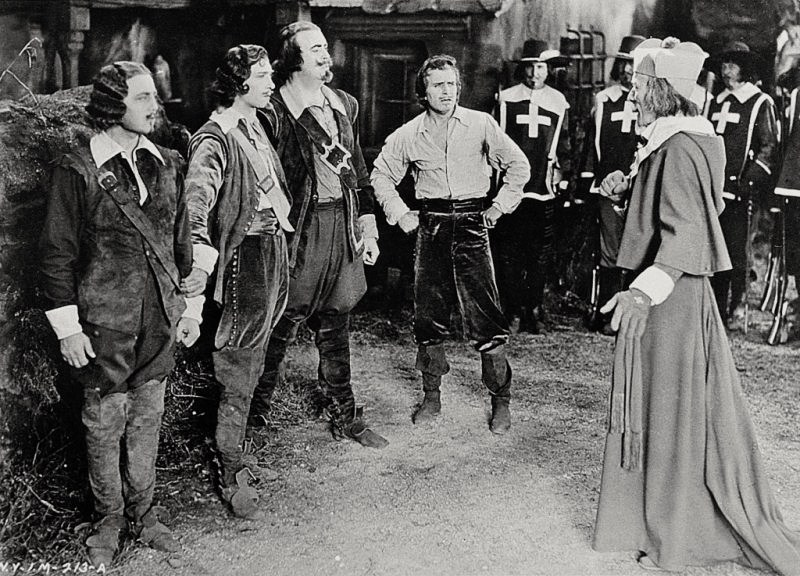
Au premier plan, de g. à d. : Gino Corrado, Leon Barry, Stanley J. Sandford, Douglas Fairbanks et Nigel De Brulier
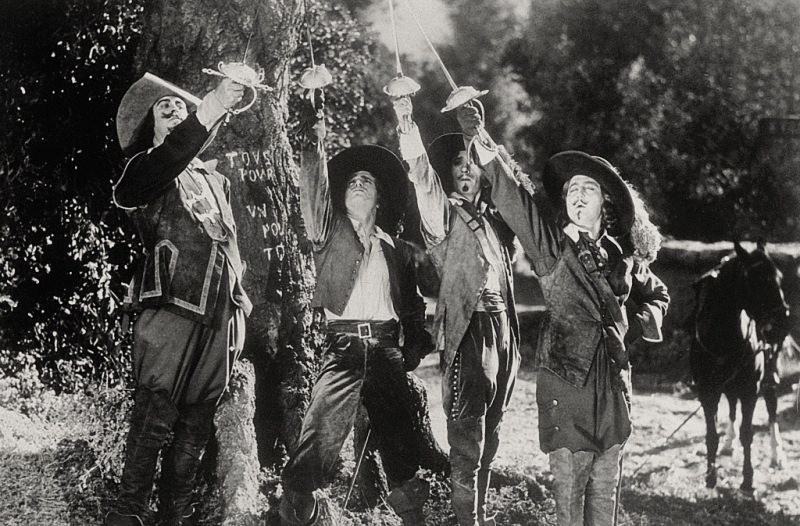
Stanley J. Sandford, Douglas Fairbanks, Leon Barry et Gino Corrado (de g. à d.)
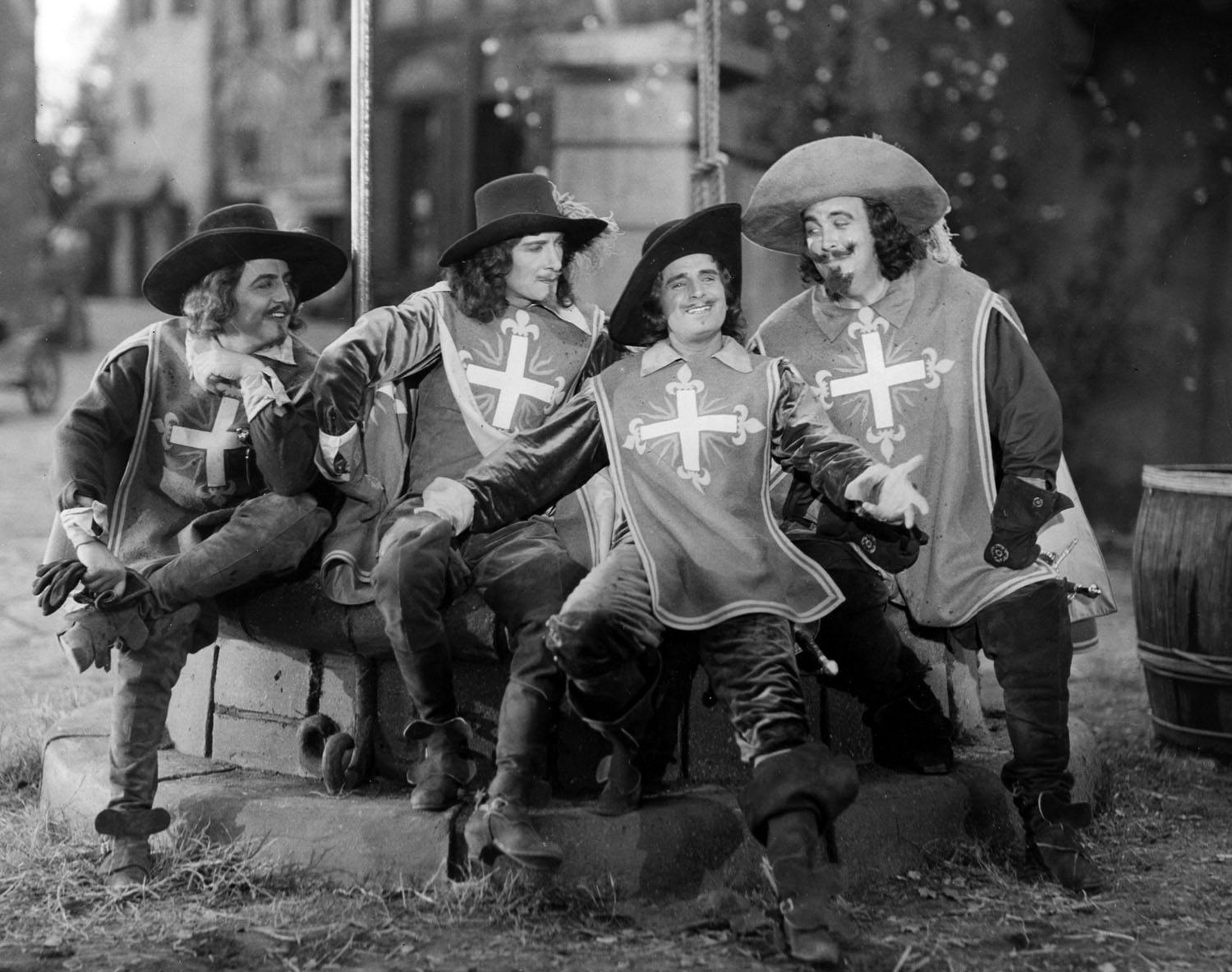
Gino Corrado, Leon Barry, Douglas Fairbanks et Stanley J. Sandford (de g. à d.)
- photo promotionnelle -